# Équipe de Lituanie masculine de basket-ball
Cet article traite de l'équipe masculine. Pour l'équipe féminine, voir Équipe de Lituanie féminine de basket-ball.
Maillots
L'équipe de Lituanie masculine de basket-ball (en lituanien : Lietuvos nacionalinė vyrų krepšinio rinktinė) est l'équipe nationale qui représente la Lituanie dans les compétitions internationales masculine de basket-ball. Elle est placée sous l’égide de la Fédération de Lituanie de basket-ball (LKF). L'équipe est affiliée à la FIBA depuis 1936. Son surnom est "The Second Religion", ce qui signifie « La deuxième religion ».
Malgré la petite taille de la Lituanie, avec une population de moins de 3 millions d'habitants, l'attachement du pays au basket-ball en a fait une force traditionnelle en Europe. L'équipe nationale lituanienne a remporté les derniers championnats d'Europe avant la Seconde Guerre mondiale, en 1937 et 1939. L'équipe de 1939 était dirigée par Frank Lubin, qui a contribué à populariser le basket-ball dans le pays et a été surnommé le « grand-père du basket-ball lituanien ». Après l'annexion du pays par l'Union soviétique pendant la guerre, les joueurs lituaniens ont souvent constitué le noyau dur de l'équipe nationale soviétique. L'exemple le plus frappant est celui de l'équipe de basket-ball médaillée d'or aux Jeux olympiques de 1988, dont quatre Lituaniens formaient le onze de départ : Valdemaras Chomičius, Rimas Kurtinaitis, Šarūnas Marčiulionis et Arvydas Sabonis.
Après la restauration de l'indépendance de la Lituanie en 1990, l'équipe nationale a été ressuscitée. La Lituanie a remporté des médailles de bronze lors des trois premiers Jeux olympiques d'été incluant des joueurs de la NBA (1992, 1996 et 2000), en plus de terminer quatrième en 2004 et 2008, et huitième en 2012. L'équipe nationale lituanienne a remporté l'EuroBasket pour la troisième fois en 2003, ainsi qu'une médaille de bronze à la Coupe du monde 2010.

## Résultats

### Palmarès
| Compétitions mondiales                                                                   | Compétitions continentales                                                                               |
| ---------------------------------------------------------------------------------------- | --- |
| - Jeux olympiques - Troisième en 1992, 1996 et 2000 - Coupe du monde - Troisième en 2010 | - EuroBasket (3) - Vainqueur en 1937, 1939 et 2003 - Finaliste en 1995, 2013 et 2015 - Troisième en 2007 |

### Parcours en compétitions internationales

#### Jeux olympiques
| Année | Position          |      | Année             | Position     |               | Année | Position |
| 1936  | Non qualifiée     | 1976 | Membre de l' URSS | 2008         | 4e            |       |          |
| 1948  | Membre de l' URSS | 1980 | Membre de l' URSS | 2012         | 8e            |       |          |
| 1952  | Membre de l' URSS | 1984 | Membre de l' URSS | 2016         | 7e            |       |          |
| 1956  | Membre de l' URSS | 1988 | Membre de l' URSS | 2020         | Non qualifiée |       |          |
| 1960  | Membre de l' URSS | 1992 | Troisième         | 2024         | Non qualifiée |       |          |
| 1964  | Membre de l' URSS | 1996 | Troisième         | 2028         | -             |       |          |
| 1968  | Membre de l' URSS | 2000 | Troisième         | 2032         | -             |       |          |
| 1972  | Membre de l' URSS | 2004 | 4e                | Pays inconnu | -             |       |          |

#### Coupe du monde
| Année | Position          |      | Année             | Position |           | Année | Position |
| 1950  | Membre de l' URSS | 1978 | Membre de l' URSS | 2006     | 7e        |       |          |
| 1954  | Membre de l' URSS | 1982 | Membre de l' URSS | 2010     | Troisième |       |          |
| 1959  | Membre de l' URSS | 1986 | Membre de l' URSS | 2014     | 4e        |       |          |
| 1963  | Membre de l' URSS | 1990 | Membre de l' URSS | 2019     | 9e        |       |          |
| 1967  | Membre de l' URSS | 1994 | Non qualifiée     | 2023     | 6e        |       |          |
| 1970  | Membre de l' URSS | 1998 | 7e                | 2027     | -         |       |          |
| 1974  | Membre de l' URSS | 2002 | Non qualifiée     | 2031     | -         |       |          |

#### EuroBasket
| Année | Position          |      | Année             | Position     |           | Année | Position |
| 1935  | Non qualifiée     | 1969 | Membre de l' URSS | 1999         | 5e        |       |          |
| 1937  | Vainqueur         | 1971 | Membre de l' URSS | 2001         | 12e       |       |          |
| 1939  | Vainqueur         | 1973 | Membre de l' URSS | 2003         | Vainqueur |       |          |
| 1946  | Membre de l' URSS | 1975 | Membre de l' URSS | 2005         | 5e        |       |          |
| 1947  | Membre de l' URSS | 1977 | Membre de l' URSS | 2007         | Troisième |       |          |
| 1949  | Membre de l' URSS | 1979 | Membre de l' URSS | 2009         | 11e       |       |          |
| 1951  | Membre de l' URSS | 1981 | Membre de l' URSS | 2011         | 5e        |       |          |
| 1953  | Membre de l' URSS | 1983 | Membre de l' URSS | 2013         | Finaliste |       |          |
| 1955  | Membre de l' URSS | 1985 | Membre de l' URSS | 2015         | Finaliste |       |          |
| 1957  | Membre de l' URSS | 1987 | Membre de l' URSS | 2017         | 9e        |       |          |
| 1959  | Membre de l' URSS | 1989 | Membre de l' URSS | 2022         | 15e       |       |          |
| 1961  | Membre de l' URSS | 1991 | Non qualifiée     | 2025         | -         |       |          |
| 1963  | Membre de l' URSS | 1993 | Non qualifiée     | 2029         | -         |       |          |
| 1965  | Membre de l' URSS | 1995 | Finaliste         | Pays inconnu | -         |       |          |
| 1967  | Membre de l' URSS | 1997 | 6e                | Pays inconnu | -         |       |          |

## Équipe actuelle
Effectif lors du Championnat d'Europe 2022.
| Numéro | Joueur               | Poste | Naissance        | Taille | Club 2021-2022                  |
| ------ | -------------------- | ----- | ---------------- | ------ | ------------------------------- |
| 4      | Eigirdas Žukauskas   | PF    | 3 juillet 1992   | 2,06 m | Tofaş SK                        |
| 9      | Iggy Brazdeikis      | SF    | 8 janvier 1999   | 1,98 m | Magic d'Orlando                 |
| 11     | Domantas Sabonis     | PF    | 3 mai 1996       | 2,08 m | Kings de Sacramento             |
| 13     | Rokas Jokubaitis     | PG    | 13 décembre 2000 | 2,07 m | FC Barcelone                    |
| 14     | Martynas Echodas     | PF/C  | 7 juillet 1997   | 2,06 m | Reyer Venise Mestre             |
| 17     | Jonas Valančiūnas    | C     | 6 mai 1992       | 2,13 m | Pelicans de La Nouvelle-Orléans |
| 19     | Mindaugas Kuzminskas | SF/PF | 19 octobre 1989  | 2,06 m | Zénith Saint-Pétersbourg        |
| 31     | Rokas Giedraitis     | SG    | 16 août 1992     | 2,00 m | Saski Baskonia                  |
| 40     | Marius Grigonis      | SG    | 26 avril 1994    | 1,98 m | CSKA Moscou                     |
| 43     | Lukas Lekavičius     | PG    | 30 mars 1994     | 1,81 m | Žalgiris Kaunas                 |
| 51     | Arnas Butkevičius    | SF/PF | 10 octobre 1992  | 2,13 m | Rytas Vilnius                   |
| 96     | Kristupas Žemaitis   | PG    | 24 février 1996  | 1,92 m | Panevėžio Lietkabelis           |

## Joueurs marquants

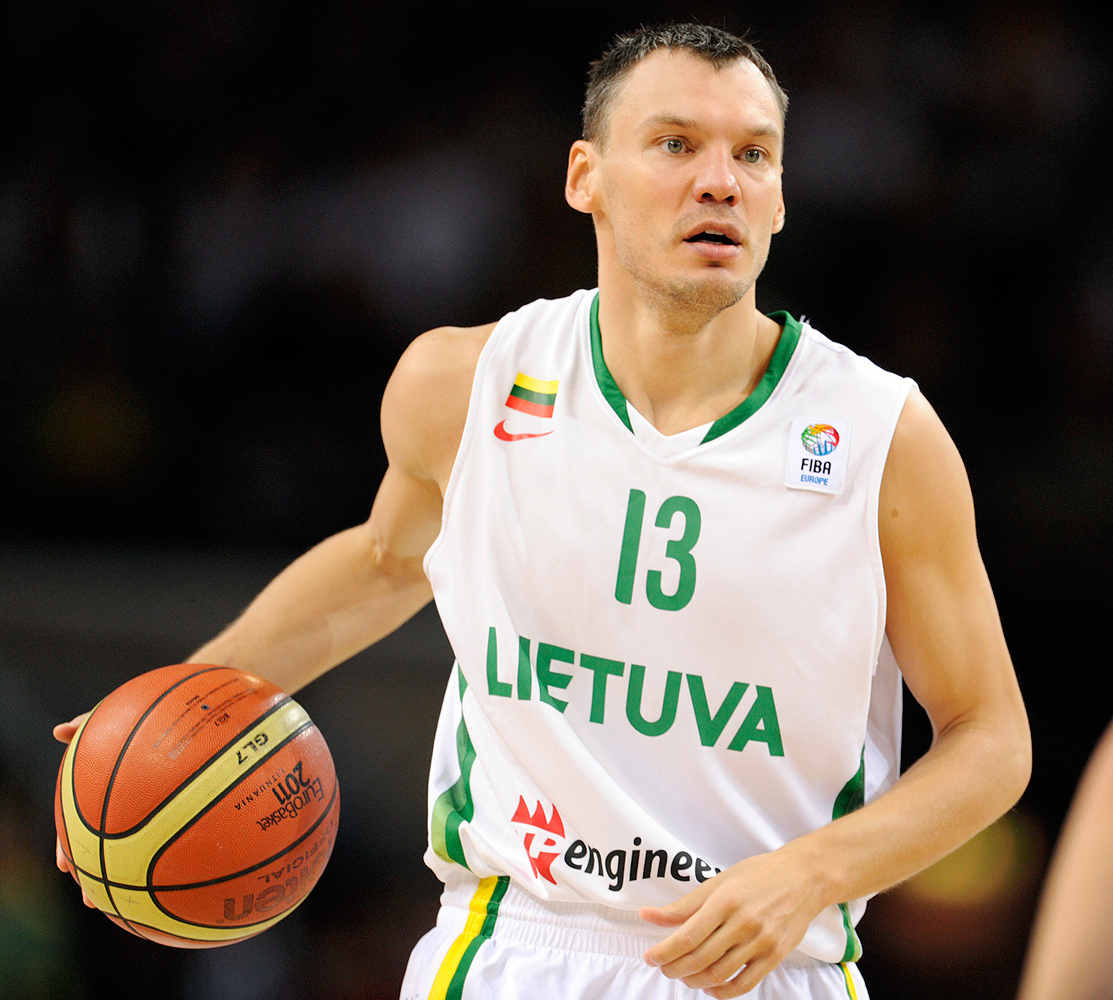
Šarunas Jasikevičius lors de l'Eurobasket 2011.

- Valdemaras Chomičius
- Šarunas Jasikevičius
- Linas Kleiza
- Rimas Kurtinaitis
- Pranas Lubinas
- Arvydas Macijauskas
- Šarūnas Marčiulionis
- Arvydas Sabonis
- Darius Songaila

## Sélectionneurs successifs

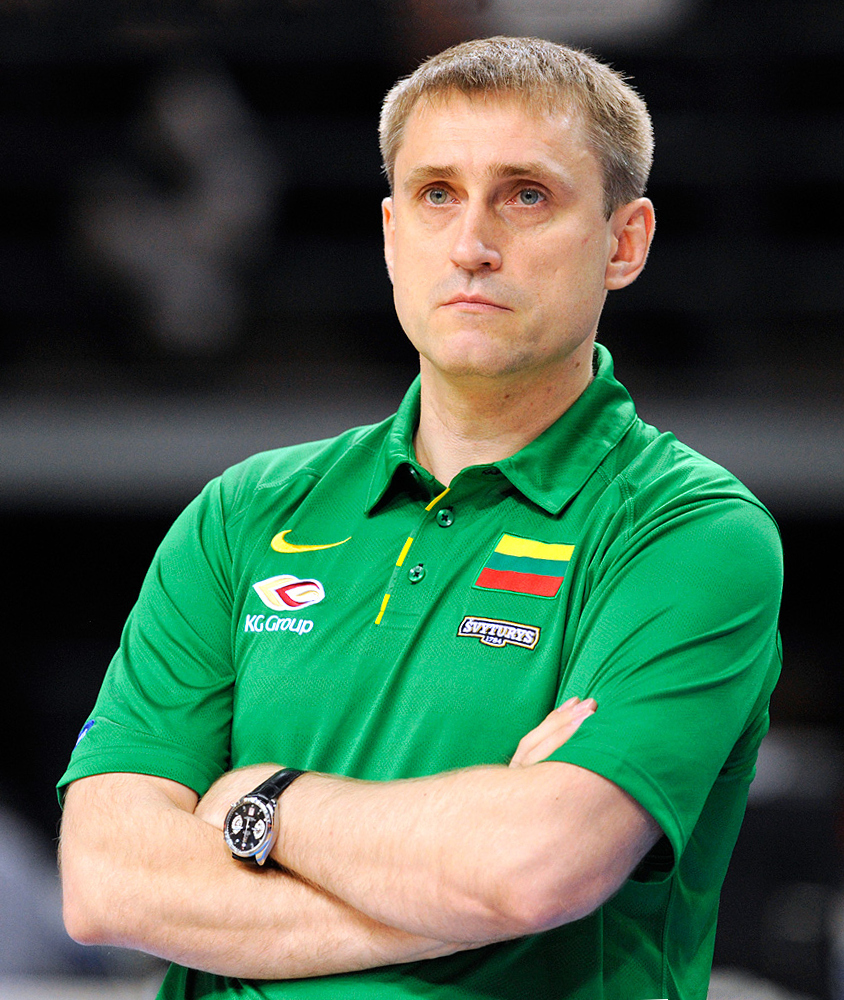
Kęstutis Kemzūra lors de l'Eurobasket 2011.

- 1992-1997 : Vladas Garastas
- 1997-2003 : Jonas Kazlauskas
- 2003-2006 : Antanas Sireika
- 2007-2009 : Ramūnas Butautas
- 2009-2012 : Kęstutis Kemzūra
- 2013-2016 : Jonas Kazlauskas
- 2019-2021 : Darius Maskoliūnas
- depuis 2021 : Kazys Maksvytis (en)[3]